# Ulf Bengtsson
Pour les articles homonymes, voir Bengtsson.
Ulf Bengtsson, né le 26 janvier 1960 à Höganäs en Suède, et mort le 17 mars 2019 à Halmstad (Suède)) est un joueur suédois de tennis de table.

## Carrière
Ulf Bengtsson a été champion d'Europe en simple en 1984 à Moscou, et demi-finaliste en double en 1982 et 1984. Il est également champion de Suède en double en 1983 et 1990.